# North Logan
North Logan é uma cidade localizada no estado norte-americano de Utah, no Condado de Cache.

## Demografia
Segundo o censo norte-americano de 2000, a sua população era de 6163 habitantes.
Em 2006, foi estimada uma população de 7558, um aumento de 1395 (22.6%).

## Geografia
De acordo com o United States Census Bureau tem uma área de
17,9 km², dos quais 17,9 km² cobertos por terra e 0,0 km² cobertos por água.

## Localidades na vizinhança
O diagrama seguinte representa as localidades num raio de 8 km ao redor de North Logan.